# توماس ویلوندو
توماس ویلوندو (انگلیسی: Tomás Villoldo؛ زادهٔ ۲۸ فوریهٔ ۱۹۹۵) بازیکن فوتبال است.